# 方壽祿
方壽祿（1940年12月19日—），中華民國海軍中將，台湾本省人，生於日治臺灣高雄州，畢業於海軍官校1964年班（53年班），曾任國防部常務次長、海軍第一軍區司令部司令以及海軍副總司令。